# Koudiougou
Koudiougou är en ort i Burkina Faso.   Den ligger i regionen Centre-Sud, i den centrala delen av landet, 60 km söder om huvudstaden Ouagadougou. Koudiougou ligger 304 meter över havet och antalet invånare är 343.
Terrängen runt Koudiougou är platt. Närmaste större samhälle är Guirgo, 11,1 km nordost om Koudiougou.
Omgivningarna runt Koudiougou är en mosaik av jordbruksmark och naturlig växtlighet. Runt Koudiougou är det ganska tätbefolkat, med 60 invånare per kvadratkilometer.